# Joe Ikhinmwin
Joseph Blessing Ikhinmwin, detto Joe (Londra, 18 settembre 1987), è un ex cestista britannico.